# قانون ویژه خانواده روسیه
قانون ویژه خانواده روسیه (روسی: Семейный кодекс Российской Федерации) مرجع اصلی قانون خانواده در فدراسیون روسیه است. این قانون در روز ۸ دسامبر ۱۹۹۵، توسط دومای دولتی به تصویب رسید و در روز ۲۹ دسامبر ۱۹۹۵، با امضاء رئیس‌جمهور روسیه، بوریس یلتسین به قانون تبدیل شد و در روز ۱ مارس ۱۹۹۶، لازم الاجرا شد. این قانون از آن زمان به بعد، چند مرتبه مورد بازنگری قرار گرفت و اصلاح گردید که آخرین بار در ماه ژوئن ۲۰۰۸، اصلاحاتی در آن انجام پذیرفت.